# Legenda Pravega križa
Legenda pravega križa (latinsko Legenda aurea ali Legenda sanctorum) je zaporedje fresk, ki jih je Piero della Francesca naslikal v baziliki sv. Frančiška v Arezzu. To je njegovo največje delo in na splošno velja za eno njegovih najboljših in zgodnjerenesančne mojstrovine.
Tema, ki izhaja iz priljubljene knjige Zlata legenda Jacopa da Varagine iz 13. stoletja o življenju svetnikov, je triumf Pravega križa - legende o lesu iz rajskega vrta, ki je postal križ, na katerem je bil Jezus Kristus križan. To delo dokazuje Pierovo napredno znanje perspektive in barve, njegovo geometrijsko urejenost in spretnost v slikovni konstrukciji.

## Zgodovina
Datumi fresk so negotovi, vendar naj bi izvirali iz leta 1447, ko je družina Bacci, naročnik fresk, zapisala, da je plačala neznanemu slikarju. Končane bi bile okoli leta 1466. 
Leta 1417 je umrl Baccio di Maso Bacci, bogati trgovec, ki je pripadal pomembni aretinski družini, v oporočnih odredbah pa je bila predvidena velikodušna zapuščina za okrasitev kora frančiškanske bazilike, katere pokroviteljica je bila družina. Tovrstne pobude niso bile nenavadne v oporokah med srednjim vekom in renesanso in so bile neke vrste verska sprava uspešnih posameznikov, ki so se obogatili na način, ki ga Cerkev ni povsem dopuščala, na primer posojila in menjalništvo, ki sta takrat veljali za greh oderuštva. 
Večina kora je bila naslikana v zgodnjih in srednjih 1450-ih letih. Čeprav je oblikovanje fresk očitno Pierovo, se zdi, da je dele slik, kot je bilo običajno, dodelil pomočnikom. Na nekaterih freskah je mogoče prepoznati predvsem roko Giovannija di Piamonteja.
Freske so bile "znova odkrite" sredi 19. stoletja, ko so popotniki in angleški učenjaki prebudili zanimanje za Piera della Francesca. Prvi članek, v katerem je bil Piero priznan za prvovrstnega umetnika, je leta 1858 v časopisu Quarterly Review napisala Austen Henry Layard. Z gradnjo prve železniške proge do Arezza sredi 1860-ih so angleški umetniki, ki so v Narodni galeriji že občudovali Kristusov krst, zgrnili na ogled fresk v Arezzo in Sansepolcro, kjer so cenili  sekularizem njegove nove perspektivne znanosti in navdih, ki je po njihovem izhajal iz grške umetnosti, oporišče neoklasikov. Edgar Degas je sam obiskal Arezzo in se navdihoval za dela, kot je Semiramis pri gradnji Babilona, ki je zdaj v muzeju Orsej ali Mladi Špartanci v Narodni galeriji v Londonu.
Prvi sodobni kritik, ki se je spopadel s Pierom della Francescom, je bil Adolfo Venturi leta 1911, kmalu za njim Roberto Longhi leta 1913 (Piero dei Franceschi in izvor beneškega slikarstva), ki ji je dal originalno reinterpretacijo preko Cézanna, v katerem je našel enako »redno vmešavanje pravilnih zvezkov«, v prizorih, kot je Povzdignjenje križa. Leta 1914 je nadaljeval z nasprotovanjem v Kratki, a resnični zgodovini italijanskega slikarstva, pri čemer je govoril o izjemni »sintezi med obliko in barvo iz perspektive«, ki jo je prevzel tudi Georges Seurat.
Izčrpna obnova se je začela leta 1991 in je bila končana leta 2000.

## Epizode
- Adamova smrt
- Čaščenje Svetega lesa in srečanje Salomona in Sabske kraljice
- Bitka med Konstantinom in Maksencijem

Leva stran, od zgoraj:
- Pokop lesa
- Konstantinove sanje

Povzdignjenje križa
- Odkritje in dokaz Pravega križa
- Bitka med Heraklijem in Kozravom

Desna stran, od zgoraj:
- Mučenje Juda
- Oznanjenje

Glavne upodobljene epizode so:
- Adamova smrt (390 x 747 cm). Po legendi je drevo, iz katerega je bil izdelan križ, na prigovarjanje angelov ob Adamovem grobu njegov sin in uporabil vejo ali seme iz jablane rajskega vrta.
- Kraljica iz Sabe v čaščenju lesa in srečanje Salomona in kraljice Sabe (336 x 747 cm). Po legendi je kraljica iz Sabe častila tram, narejen z drevesa in Salomona obvestila, da bo Odrešenik visel na tem drevesu in tako razkosal kraljestvo Judov. To je povzročilo, da ga je Salomon posekal in pokopal, dokler ga Rimljani niso našli.
- Povzdignjenje križa (390 x 747 cm).
- Konstantinove sanje (329 x 190 cm); cesarja  Konstantina pred bitko pri Milvijskem mostu prebudi angel, ki mu pokaže križ v nebesih. S križem na ščitu je ubil sovražnika in se pozneje spreobrnil v krščanstvo.
- Odkritje in dokaz pravega križa (356 x 747 cm). Helena, Konstantinova mati, najde križ v Jeruzalemu. Do informacij ni bilo enostavno priti in »ko jih je kraljica poklicala in zahtevala kraj, kjer je bil naš Gospod Jezus Kristus križan, ji niso povedali ... potem pa je naročila, naj jih vse zažgejo« ali vržejo v suho jamo sedem dni in jih tam mučijo z lakoto. Jud je prikazan na eni freski, ko ga vrv potegne iz jame, nato pa prizna, da je Jezus njegov gospodar in kje je križ. Dokaz križa je bil, da je bil z njim obujen mrtvega.

- Bitka med Heraklijem in Kozravom (329 x 747 cm). Križ je igral vlogo v bitkah med vojno med vzhodnim rimskim cesarstvom in sasanidskim cesarstvom (začetek 7. stoletja).

Piero se je od svojega izvirnega gradiva oddaljil v nekaj pomembnih pogledih, vključno z zgodbo o srečanju kralja Salomona s kraljico iz Sabe na kronološko netočnem mestu in dal večji poudarek obema bitkama, v katerih krščanstvo zmaguje nad poganstvom.
Cikel se konča z upodobitvijo Oznanjenja, ki ni strogo del Legende o Pravem križu, vendar jo je Piero verjetno vključil zaradi univerzalnega pomena.

## Slog
Piero della Francesca je pogosto povezoval sosednje freske z neprekinjeno pokrajino (Dviganje in čaščenje križa) ali z drugimi zvijačami, kot sta dve hiši, ki sta bili zaokroženi med Iskanjem in preverjanjem križa in Mučenjem Judov, ki skupaj sestavljata eno nepravilno stavbo. Pravila o sestavi fresk so na splošno enaka, s podobami v ospredju podobne velikosti in z rahlo prilagojeno gledanje iz stojišča od spodaj. Drugi povezovalni element je svetloba, modulirana na naravni svetlobi osrednjega okna kapele. Zaradi tega se zdi, da sta preroka na osrednji steni osvetljena od zadaj, kot da bi bila projicirana proti gledalcu. Izredne vrednosti je nočni prizor Konstantinovih sanj, prvi popolnoma prepričljiv nočni pogled na evropsko umetnost pred Caravaggiom. Kasneje je bilo ugotovljeno, da gre dejansko za sončni vzhod.